# アレクサンダー・ロシュ
アレクサンダー・ロシュ（Alexander Ignatius Roche、1863年8月17日 - 1921年3月10日）はスコットランドの印象派の画家である。「グラスゴー派」（グラスゴー・ボーイズ）の一人とされる。

## 略歴
グラスゴーに生まれた。グラスゴーのセント・ムンゴ・アカデミーで学んだ後、建築会社で建築士の見習いになったが、建築士にはまらなかった。グラスゴー美術学校で学んだ後、1881年にパリに渡り、私立の美術学校、アカデミー・ジュリアンでギュスターヴ・ブーランジェやジュール・ジョゼフ・ルフェーブルに学んだ。エコール・デ・ボザールでジャン＝レオン・ジェロームにも学んだ。パリではジョン・レィヴァリ、トーマス・ミリー・ダウ、ウィリアム・ストットといったイギリス出身の画家達と付き合った。写実主義の画家、ジュール・バスティアン＝ルパージュや外光派の画家から影響を受け、多くの画家の集まったパリ近くのグレ＝シュル＝ロワンでも活動した。
1885年にスコットランドに戻り、初めグラスゴーに住み、庭園の女性像や室内画、風景画を描いた。1885年にグラスゴー美術協会の展覧会に出展した作品は高値で買い上げられた。イースト・ダンバートンシャーに移り、川沿いの土地に小屋を建てて、その地域の風景画を描いた。「グラスゴーボーイズ」と呼ばれる画家たちの一人となった。
1888年にはイタリアのカプリ島に滞在し、イタリアの画家、ファビオ・ファビ(Fabio Fabbi)やイギリス出身のスピード(Harold Speed)と交流した。イタリアへは1890年代初めに2度訪れ、フィレンチェやヴェネツィアも訪れ、イタリアの生活や、イタリアの農民などの人物画を描いた。フィレンチェでイタリア人女性と結婚したが後に離婚した。アメリカ合衆国もしばしば訪れ、アンドリュー・カーネギーのような金持ちの肖像画も描いた。、
1891年のミュンヘンの展覧会で金賞を受賞し、イギリスではニュー・イングリッシュ・アート・クラブの展覧会に出展した。1892年にはフランスのサロン・ド・パリにも出展した。1896年に王立スコットランド・アカデミーの準会員に選ばれ、後に正会員になった。1896年にエディンバラに移り、エディンバラで人気になり多くの肖像画の注文を受けた。1890年から1919年の間はロンドンのロイヤル・アカデミー・オブ・アーツの展覧会に出展した。1898年に王立肖像画家協会(Royal Society of Portrait Painters)の会員となり、ロンドンのグロスヴナー・ギャラリー(Grosvenor Gallery)やリバプール、マンチェスターなどの美術館に作品が展示された。
1906年にイギリスの画家、ロバート・アレキサンダー(Robert Alexander RSA RSW :1840–1923) の娘と再婚した。新しい妻も画家で、1907年からエディンバラに住んだ。エディンバラで死去した。

## 作品

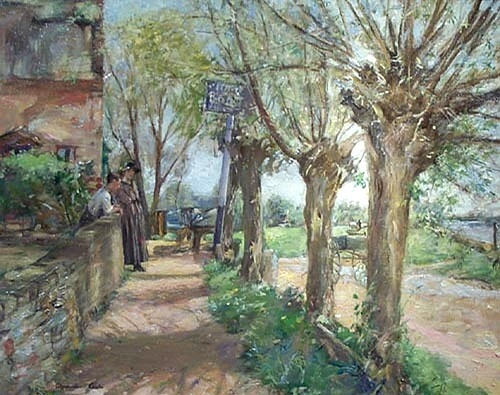
(1917)
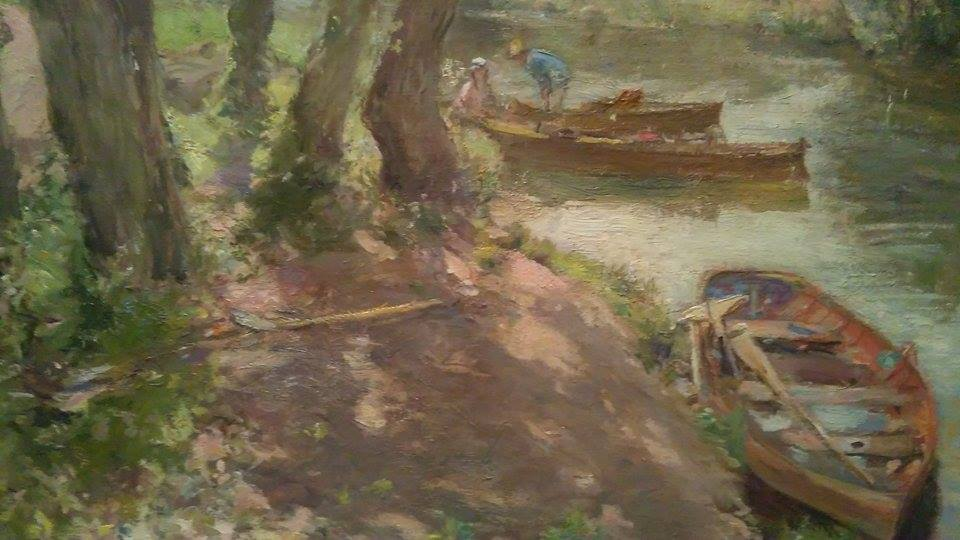
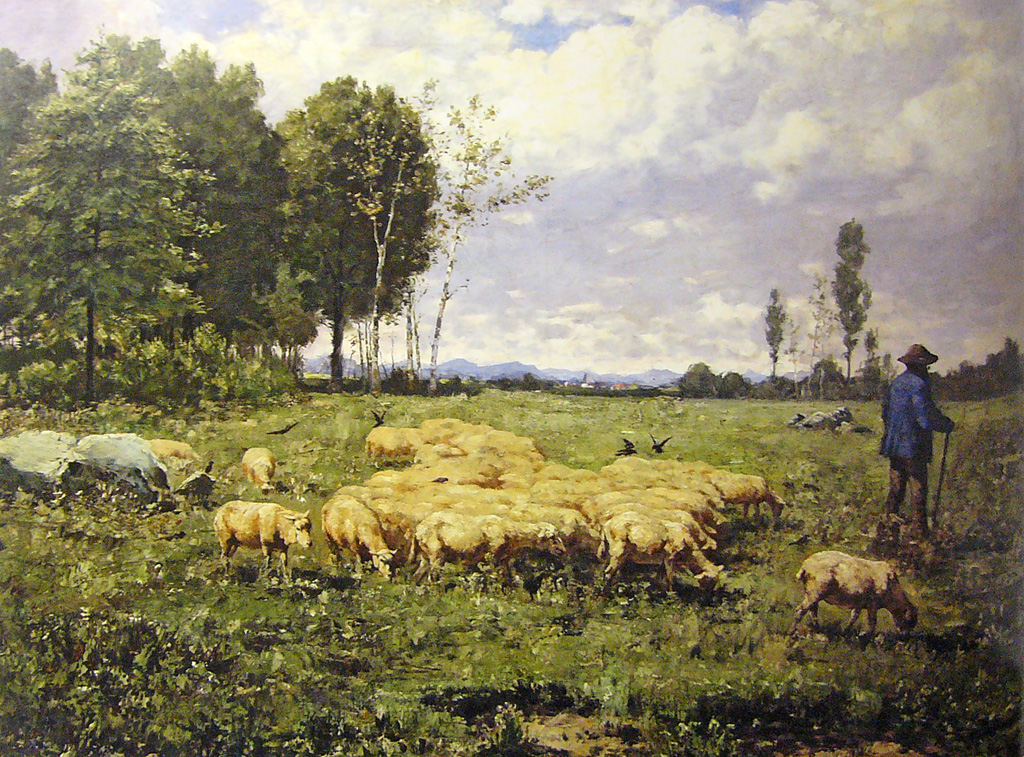
(1886)

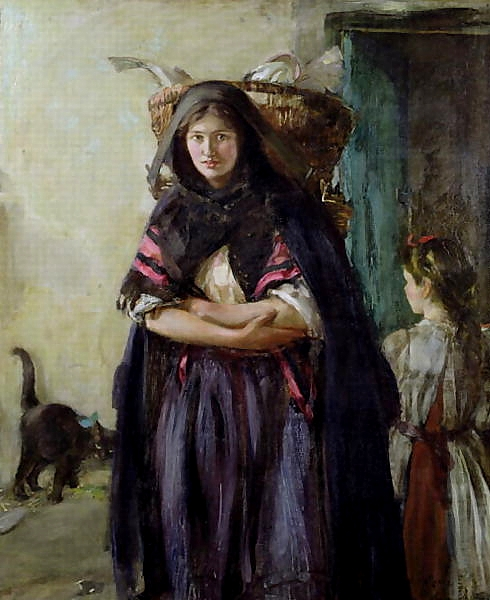
A Newhaven Fishwife
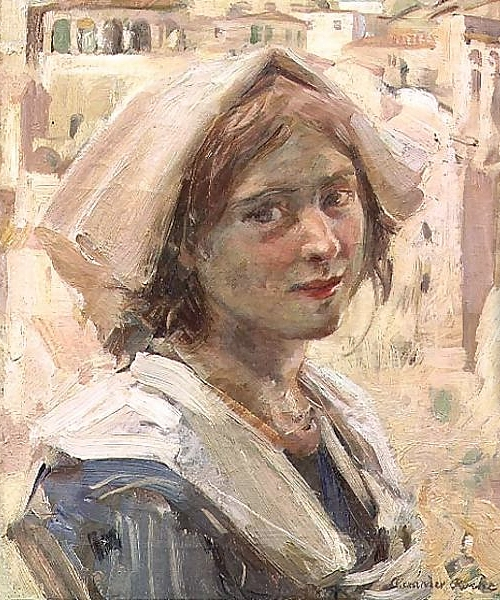
Italian Peasant Girl
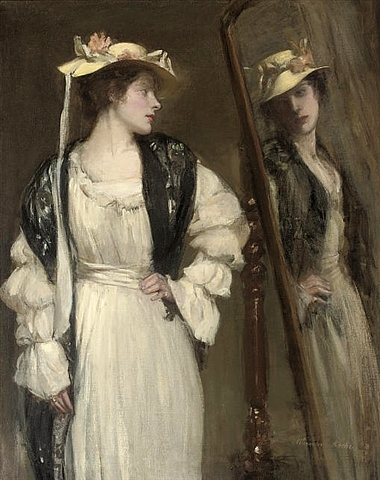
The Looking Glass
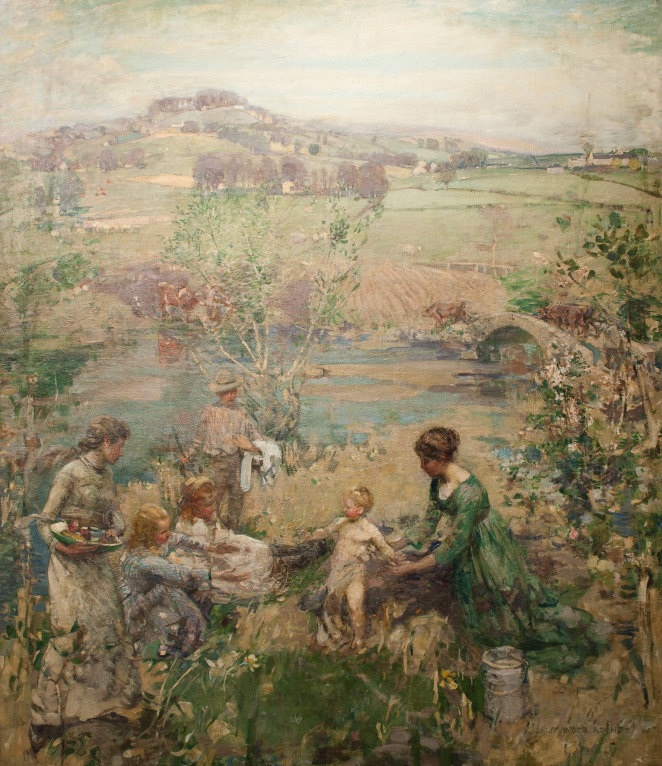